# Peter Gasser (Germanist)
Peter Gasser (* 1951 in Balsthal) ist ein Schweizer Germanist. 
Gasser studierte Philosophie, Romanistik und Germanistik an der Universität Neuchâtel, wo er 1991 promoviert wurde. Von 1987 bis 1993 war Oberassistent am Deutschen Seminar der Universität Lausanne. Seit 1995 ist er Lehrbeauftragter für Deutschschweizer Literatur an der Universität Neuchâtel.
In seinen Schriften befasst er sich u. a. mit Jeremias Gotthelf, Jean-Jacques Rousseau und Friedrich Nietzsche.

## Schriften (Auswahl)
als Autor
- Rhetorische Philosophie. Leseversuche zum metaphorischen Diskurs in Nietzsches „Also sprach Zarathustra“ (Europäische Hochschulschriften/Reihe 1, Band 1371). Lang, Bern u. a. 1992, ISBN 3-906750-42-6, (zugl. Dissertation, Universität Neuchâtel 1991)
- Lesereisen, oder Dialog über die Grenzen. Messeiller, Neuchâtel 2000 (zusammen mit Jürg Flury)

als Herausgeber
- Rousseauismus. Naturevangelium und Literatur. Lang, Frankfurt am Main 1999, ISBN 3-631-34916-5 (zusammen mit Jürgen Söring)
- „Es gibt kein größeres Verbrechen als die Unschuld“. Zu den Kriminalromanen von Glauser, Dürrenmatt, Highsmith und Schneider. Wallstein, Göttingen 2009, ISBN 978-3-8353-0609-7.
- Gotthelf. Interdisziplinäre Zugänge zu seinem Werk. Lang, Frankfurt am Main 2009, ISBN 978-3-631-58338-8.